# Aulacaspis pudica
Aulacaspis pudica är en insektsart som först beskrevs av Ferris 1953.  Aulacaspis pudica ingår i släktet Aulacaspis och familjen pansarsköldlöss. Inga underarter finns listade i Catalogue of Life.